# Tupistra kressii
Tupistra kressii är en sparrisväxtart som beskrevs av Noriyuki Tanaka. Tupistra kressii ingår i släktet Tupistra och familjen sparrisväxter. Inga underarter finns listade i Catalogue of Life.

## Bildgalleri

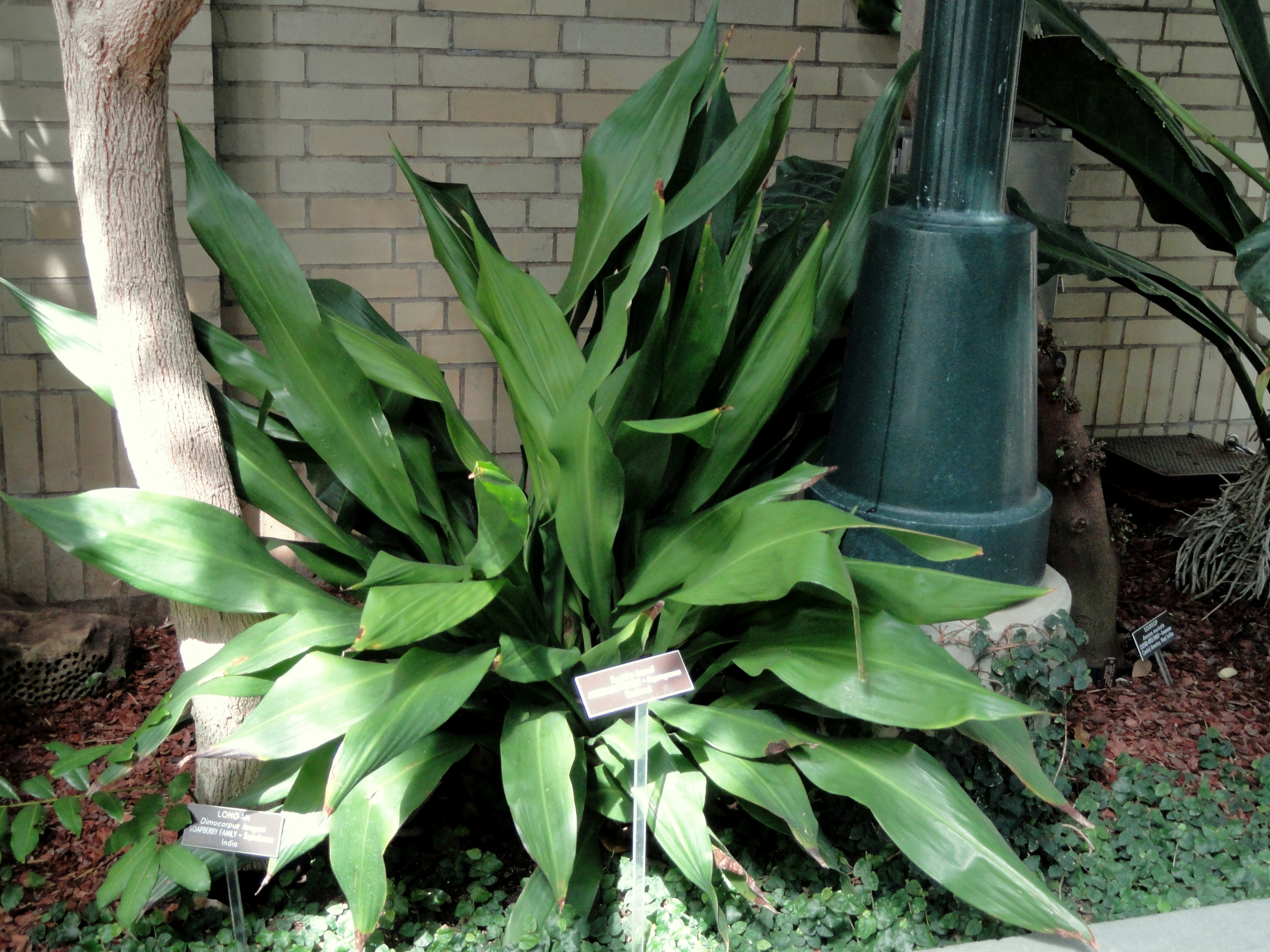